# 章邦彥
章邦彥（？—1652年11月7日），和名宜野灣親方正成，琉球國第二尚氏王朝政治家、三司官。
章邦彥是尚圓王之子安谷屋若松的後代。他也是章氏佐久真殿內的第一代當主。崇禎十三年（1640年），有南蠻船漂泊到西表島，騷擾地方。翌年，章邦彥與尚成勳（讀谷山王子朝孝）奉命率領官兵數百人，連同薩摩藩官員澁谷四郎左衞門、喜入吉兵衞一起前往八重山處置此事。此時南蠻船已經離開，一行人搜查吉利支丹之後離開了八重山。崇禎十四年辛巳十一月二十六日（1641年12月28日），章邦彥被任命為三司官。
崇禎十五年（1642年），章邦彥以年頭使的身份前往薩摩藩，此後留在薩摩藩三年，直到崇禎十七年（1644年）回國。自此三司官中的一人留在薩摩藩三年成為定例。順治五年（1648年），為稟報尚質王繼位之事，章邦彥與馬國隆（國頭王子正則）一起出使薩摩藩。順治九年壬辰十月七日（1652年11月7日）卒。